# Zivilgerichtsbarkeit (Deutschland)
Die Zivilgerichtsbarkeit ist für Bürgerliche Rechtsstreitigkeiten zuständig. Zusammen mit den Strafgerichten bilden die Zivilgerichte die Ordentliche Gerichtsbarkeit.

## Abgrenzung zurzivilen Gerichtsbarkeit
Die Zivilgerichtsbarkeit ist nicht identisch mit der zivilen Gerichtsbarkeit. Gegenbegriff zu letzterer ist die Militärgerichtsbarkeit, die es in der Bundesrepublik Deutschland seit ihrer Gründung nicht mehr gibt, das heißt in Deutschland sind heute alle Gerichte (nicht nur die Zivilgerichte) zivile Gerichte. In den Medien wird dies oft falsch wiedergegeben, vor allem bei Auslandsberichten kommen Übersetzungsfehler vor. Wenn zum Beispiel das Recht auf ein Verfahren vor einem civil court eingefordert wird (zum Beispiel für Insassen des Lagers in Guantanamo anstelle des Verfahrens vor der dafür geschaffenen Militärkommission), so wird dies oft falsch mit „Zivilgericht“ übersetzt.

## Aufbau und Umfang
Die Zivilgerichtsbarkeit besteht aus den bürgerlichen Rechtsstreitigkeiten, den Familiensachen und den Angelegenheiten der freiwilligen Gerichtsbarkeit (Zivilsachen). Die streitige Gerichtsbarkeit, also die Entscheidung eines Rechtsstreits zwischen Kläger und Beklagten, kann sowohl durch staatliche Gerichte als ggfs. auch durch ein privates Schiedsgericht erfolgen.
Abzugrenzen sind die Fachgerichtsbarkeiten; hier insbesondere die Arbeitsgerichtsbarkeit (Deutschland), die ebenfalls für Entscheidungen in bürgerlichen Rechtsstreitigkeiten auf dem Gebiet des individuellen und kollektiven Arbeitsrechts zuständig, aber nicht Teil der ordentlichen Gerichtsbarkeit ist. Spezialisierte Gerichte/Abteilungen in der Zivilgerichtsbarkeit sind zudem das Familiengericht, das Insolvenzgericht und das Landwirtschaftsgericht mit besonderen Zuständigkeiten.

### Staatliche Zivilgerichte
Die staatlichen Zivilgerichte sind in Deutschland Amts-, Land-, Oberlandesgerichte und der Bundesgerichtshof. Die Verhandlungen sind teilweise öffentlich und sind in der Zivilprozessordnung (ZPO) geregelt.
Die Parteien müssen sich, außer in Verfahren vor den Amtsgerichten, durch einen Rechtsanwalt vertreten lassen.

### Private Zivilgerichte
Die Parteien eines Schiedsgerichtsverfahrens verhandeln vertraulich unter Ausschluss der Öffentlichkeit. Soweit sie keine eigenen Regelungen treffen, richtet sich das Verfahren nach den Regeln der §§ 1025 ff. ZPO. Institutionalisierten Schiedsverfahren liegen eigene Verfahrensordnungen des jeweiligen Anbieters zugrunde. Sie können den Ablauf beschleunigen und die Kosten reduzieren. Eine anwaltliche Vertretung ist in Schiedsgerichtsverfahren nicht zwingend.